# D`Kwaschen Retashy
D' Kwaschen Retashy je slovenska glasbena skupina iz Murske Sobote, ki izvaja pop in rock glasbo.

## Člani skupine skozi čas
- Jože Činč: vokal
- Primož Dani: spremljevalni vokal
- Miran Camplin: spremljevalni vokal
- Dejan Borovič: klaviature
- Žarko Grkinič: kitara
- Samo Kazar: kitara
- Silvo Bonifarti: bas kitara
- Jure Fartelj: bas kitara
- Žarko Sreš († 2022[1]): bobni
- Samo Sreš: bobni

## Delovanje
Za začetek delovanja skupine D' Kwaschen Retashy, ki vse svoje pesmi izvaja v prekmurščini, velja leto 2002, ko so Jože Činč, Miran Camplin in Primož Dani sodelovali v oddaji I feel good ter priredili pesem Afroman - Because I got high; priredbo so naslovili Baba, malo me njaj. Istega leta so D' Kwaschen Retashy v studiu Dejana Boroviča posneli prvi studijski album Rejtaši za zdravje.
Prvi javni nastop skupine v tričlanski zasedbi je bil v enem izmed soboških barov, prva veselica, na kateri so igrali, pa v Sodišincih.
Ko je pesem Baba, malo me njaj postala hit po celi Sloveniji, so D' Kwaschen Retashy postali znani širši javnosti in začeli so dobivati povabila na večje prireditve; prva taka prireditev je bila v dvorcu Rakičan, ko so dne 22. junija 2002 igrali kot predskupina Siddharte. Zaradi tega so se skupini pridružili še inštrumentalisti: Dejan Borovič na klaviaturah, Žarko Grkinič na kitari, Silvo Bonifarti na bas kitari ter Žarko Sreš na bobnih.
Leta 2003 je skupina v popolni zasedbi posnela album z naslovom Tak. pa nikak nači!, ki bi naj bil razprodan v eni noči. Za pesem Baba, malo me njaj so posneli tudi videospot.
Leta 2006 je Činč zaradi osebnih težav zapustil skupino, ki je nato prenehala z delovanjem. Po treh letih in pol se ji je spet pridružil in skupina je nadaljevala s svojim ustvarjanjem. Prva pesem, ki so jo posneli po povratku, je bila Queen - I want to break free, ki so jo poimenovali Kak tou fejst bolij.
Leta 2015 so ob svoji 13. obletnici delovanja predstavili nov studijski album z naslovom Tak, pa nikak nači! 2. 
Zadnji nastop skupine v originalni zasedbi je bil 25. marca 2017 v Diskoteki Anton, za tem pa se je Činč zaradi osebnih težav povsem umaknil od oči javnosti in tako je skupina ponovno prenehala z delovanjem.
28. junija 2025 je skupina na pobudo Denisa Mavra, pevca skupine Zlata žila, nastopila na prireditvi Žilina nouč, vendar v nekoliko spremenjeni zasedbi; delu originalne zasedbe (glavni vokal Primož Dani, spremljevalni vokal Miran Camplin ter klaviature Dejan Borovič) sta se pridružila Samo Kazar in Jure Fartelj, ki sta zamenjala Žarka Grkiniča in Silva Bonifarta. Namesto Žarka Sreša, leta 2022 v prometni nesreči preminulega bobnarja iz originalne zasedbe, je nastopil njegov nečak Samo Sreš.
Na prošnjo mnogih oboževalcev, ki se koncerta na Žilini nouči niso mogli udeležiti, so Retashy v poletju 2025 nastopili tudi 6. avgusta 2025 in sicer na Pomurskem poletnem festivalu v Veliki Polani.  

## Skladbe
- Baba malo me njaj/Video dodatek (Afroman - Because I got high)
- Bisnen (The Beatles - Help)
- Boužaj me (Liquido - Narcotic)
- Ge pogrešan tebej (Puff Daddy - I'll be missing you)
- Ge rad pigen (Raight Said Fred - You' re my mate)
- Jingle bells po varaško (Jingle bells)
- Kak tau fejst bolij (Queen - I want to break free)
- Kresna nouč (Željko Joksimović - Varnice)
- Metl & Blues (Andre Rieu - Cielito lindo)
- Naga (O-Zone - Dragostea din tei)
- Njena gajba (Djomla KS - Gajba puna piva)
- Prava bič si (Thompson - Lijepa li si)
- Raste gandža zelena (Severina - Raste trava zelena)
- Rejtaš mora bit (Ansambel Henček - Lepa mora bit')
- Rozalija (Michael Teló - Ai se eu te pego)
- Silikonski grej (Oasis - Wonderwall)
- Spadno je snejg na brejg (Pop Design - Na božično noč)
- Šarika (ABBA - Super Trouper)
- Tij pa se pražeš (Bajaga - Jer ti se ljubiš)
- Volimo (ABBA - Waterloo)
- Vozijček na 3 (Leteči potepuhi - Bicik'l)
- Vrauče (Village People - YMCA)
- Z wiskijon v jarki (Metallica - Whiskey in the Jar)
- Zaj se sako nouč mantram (Alen Vitasović - Ne morem bez nje)
- Zet (AC/DC - You shook me all night long)

## Diskografija
- Rejtaši za zdravje (2002)
- Tak, pa nikak nači! (Franc-Franc, 2003)
- Tak, pa nikak nači! 2 (2015)[2]